# 山口県農業協同組合
山口県農業協同組合（やまぐちけんのうぎょうきょうどうくみあい、英称：JA Yamaguchiken）は、山口県山口市小郡に本店を置く農業協同組合 (JA)。略称はJA山口県。山口県全域を区域とするJAとして2019年4月に発足した。

## 解説
「1県1JA」として構想され、県内の12の総合農業協同組合すべてが合併して発足した。都道府県域を区域とする農業協同組合としては全国8番目で、そのうち県内全ての総合農業協同組合が参加するものとしては奈良県農業協同組合、沖縄県農業協同組合、島根県農業協同組合、香川県農業協同組合に続く5番目で、発足当初から域内のすべての総合農協が合併に参加するものとしては奈良、沖縄に次ぐ3例目であり、正准組合員数の合計ではJA島根県に次いで全国2番目、正組合員数のみでは全国最大の規模となる。
合併形態は新設合併方式を採り、統一金融機関コードは周南農業協同組合のものを引き継いだ。本店はJA山口中央会などが入る山口県JAビルに置く。なお、本所勘定は新設されたもので、周南農業協同組合の本所勘定は周南統括本部支所に引き継がれた。
目標販売額は300億円。合併により物流の効率化や取扱品目の集約による生産価格低減、農業経営・技術指導の強化を目指す。
本組合の発足に伴い、全農やまぐち（全国農業協同組合連合会山口県本部）は青果物販売事業を本組合に事業移管したうえで廃止、引き続き全農が行う事業については新設される全農山口県事務所が担う。
本組合の発足により、発足日の2019年4月1日時点で全国の総合JA数は611となった。

## 域内の主な農産品
主穀（コメ・麦・大豆）は部会数29、構成員数3818人で野菜（複数品目）の1,593人を大きく上回る最大組織。「水田フル活用ビジョン」や「稲作栽培指針（こよみ）」を作成・公開している。令和4年度米の委託状況は主食用米・加工用米の作付面積12,831.4ヘクタール、出荷契約数量678,489.6俵。水稲品種別ではコシヒカリが作付面積別で最大を占め、ひとめぼれ、きぬむすめ、ヒノヒカリが続く。このほか中山間地の栽培に適した県オリジナル品種として晴るるがある。
イチゴ、タマネギ、キャベツ、はなっこりー（県育成葉茎菜）、トマト、せとみ（柑橘）を県域重点振興品目、ニンジン、カボチャ、アスパラガス、ホウレンソウ、ネギ、キュウリ、ナス、ミニトマト、温州みかんを振興品目としてJA独自の生産拡大支援制度を活用して生産・販売の拡大に取り組んでいる。
山口県産牛肉販売協議会を組織し、山口県産牛に協議会独自のロゴマークを付与しトレーサビリティの確立と振興に注力している。また、やまぐち和牛ブランド推進協議会と連携し、山口県統一ブランド「やまぐち和牛燦（きらめき）」の消費宣伝活動を行い販売促進に取り組んでいる。

## 地区統括本部
- 周防大島統括本部（旧山口大島農業協同組合）
  - 管区：大島郡周防大島町
- 岩国統括本部（旧岩国市農業協同組合および旧山口東農業協同組合の管轄区域を統合）
  - 管区：岩国市、玖珂郡和木町
- 南すおう統括本部（旧南すおう農業協同組合）
  - 管区：柳井市、熊毛郡上関町、熊毛郡平生町、熊毛郡田布施町、光市旧大和町
- 周南統括本部（旧周南農業協同組合）
  - 管区：周南市、下松市、光市旧光市
- 防府とくぢ統括本部（旧防府とくぢ農業協同組合）
  - 管区：防府市、山口市旧徳地町
- 山口統括本部（旧山口中央農業協同組合）
  - 管区：山口市旧山口市・旧小郡町・旧秋穂町・旧阿東町
- 萩統括本部（旧あぶらんど萩農業協同組合）
  - 管区：萩市、阿武郡阿武町
- 宇部統括本部（旧山口宇部農業協同組合）
  - 管区：宇部市、山陽小野田市、山口市旧阿知須町
- 下関統括本部（旧下関農業協同組合）
  - 管区：下関市
- 美祢統括本部（旧山口美祢農業協同組合）
  - 管区：美祢市
- 長門統括本部（旧長門大津農業協同組合）
  - 管区：長門市

## 直売所・朝市
以下の農産物直売所および朝市を運営している。

### 農産物直売所
| 店舗名                   | 住所                           | 備考                   |
| ------------------------ | ------------------------------ | ---------------------- |
| 島の恵み本店             | 大島郡周防大島町大字久賀6500-1 | 旧・JA山口大島店舗     |
| 島の恵み小松店           | 大島郡周防大島町大字小松209-9  | 旧・JA山口大島店舗     |
| FAM'S キッチンいわくに   | 岩国市多田97-2                 | 旧・JA岩国店舗         |
| 遊気百菜館               | 柳井市中央3丁目17-15           | 旧・JA南すおう店舗     |
| ふれあいどころ437        | 柳井市日積4150-1               | 旧・JA南すおう店舗     |
| 菜さい来んさい！光店     | 光市三井5丁目3-10              | 旧・JA周南店舗         |
| 菜さい来んさい！北部店   | 周南市大字須々万本郷2647-1     | 旧・JA周南店舗         |
| 菜さい来んさい！徳山東店 | 周南市久米中央4丁目10-5        | 旧・JA周南店舗         |
| 菜さい来んさい！下松店   | 下松市西柳2丁目3-48            | 旧・JA周南店舗         |
| 菜さい来んさい！三田川店 | 周南市大字徳山字三田川5825-8   | 旧・JA周南店舗         |
| 菜さい来んさい！新南陽店 | 周南市清水2丁目1390-6          | 旧・JA周南店舗         |
| とれたて満菜             | 防府市中央町6-7                | 旧・JA防府とくぢ店舗   |
| ぶちええ菜山口店         | 山口市維新公園3-11-1           | 旧・JA山口中央店舗     |
| 新鮮館厚南店             | 宇部市厚南中央1丁目7-70        | 旧・JA山口宇部店舗     |
| 新鮮館宇部店             | 宇部市海南町2-1                | 旧・JA山口宇部店舗     |
| いただきま～と川中店     | 下関市伊倉新町4丁目4-42        | 旧・JA下関店舗         |
| いただきま～と下関東部店 | 下関市清末五毛1丁目3-9         | 旧・JA下関店舗         |
| あぐりプラザおふく       | 美祢市於福町下則田2867-1       | 旧・JA山口美祢店舗     |
| 直売所みとう             | 美祢市美東町真名968-8          |                        |
| ふれあいらんど萩         | 萩市大字椿3395-12              | 旧・JAあぶらんど萩店舗 |

### 朝市
域内で49の朝市（うち1が2箇所開催）を50箇所で開催している。開催日・開催時間は公式サイトを参照。

## 卸売市場
以下の3の卸売市場（地方卸売市場）を開設・運営している。また、山口青果地方卸売市場を開設・卸売を行う株式会社山口青果卸売市場を連結子会社としている。
| 市場名                                 | 住所                   | 取扱品目     | 備考              |
| -------------------------------------- | ---------------------- | ------------ | ----------------- |
| 山口県農業協同組合南すおう地方卸売市場 | 柳井市大字余田3510-1   | 野菜及び果実 |                   |
| 山口県農業協同組合安岡地方卸売市場     | 下関市横野町1丁目16-12 | 野菜         | 2023年3月31日閉鎖 |
| 山口県農業協同組合長門地方卸売市場     | 長門市東深川1381       | 野菜及び果実 |                   |

| 市場名               | 住所                    | 取扱品目     | 備考                                                                         |
| -------------------- | ----------------------- | ------------ | ---------------------------------------------------------------------------- |
| 山口青果地方卸売市場 | 山口市維新公園3丁目11-3 | 野菜及び果実 | 当組合連結子会社である株式会社山口青果卸売市場が開設・運営及び卸売業務を担う |

## 関連会社
- 株式会社ジャネックス（子会社[3]） - JAグループ山口の情報サービスセンター。
- 株式会社山口県農協印刷（子会社[3]） - JAグループ山口の印刷会社。山口県農業協同組合中央会（JA山口中央会）の印刷部門から分離。
- 株式会社山口青果卸売市場 - 青果卸売市場の開設・運営、卸売業務
- JA協同サポート山口株式会社 - 介護、配食、葬祭事業
- 周防大島ファーム株式会社 - 農畜産物の生産・販売事業
- 株式会社Aコープながと - スーパーマーケット（Aコープ）事業
- 有限会社ジェイエイ南グリーン - 農作業受委託・育苗事業
- 周南農協観光開発株式会社 - 不動産事業
- 株式会社ベリーろーど - 農畜産物の生産販売事業

他

## 沿革
- 2015年（平成27年）11月 - 第39回JA山口県大会にて県1JA構想を決議。
- 2016年（平成28年）3月 - 「県下1JA構想（基本的考え方）」を策定。
- 2017年（平成29年）8月 - 県内の12農協全てが合併契約に調印[20]。
  - 同年11月 - 合併協議に参加していた県内12農協が一斉に臨時総代会を開き、合併議案を承認[6]
- 2019年（平成31年）4月 - 山口県農業協同組合発足。